# Stanislas Julien
Stanislas Aignan Julien (Orléans, 1797. április 3. – Párizs, 1873. február 14.; kínai neve pinjin hangsúlyjelekkel: Rú Lián; magyar népszerű: Zsu Lien; hagyományos kínai: 儒蓮; egyszerűsített kínai: 儒莲) francia sinológus.

## Életpályája
Eleinte a görög, majd kizárólag a kínai nyelvvel foglalkozott. 1832-ben Rémusat utóda lett a Collège de France-on, 1839-ben őrré nevezték ki a királyi könyvtárhoz, ahol a kelet-ázsiai könyvkincsekkel foglalkozott. Tagja volt a francia akadémiának is. Számos lexikális és grammatikai munkát irt; fordított kínai nyelvből drámákat, novellákat, regényeket és a porcelángyártásról és selyemtenyésztésről szóló munkákat.

## Fontosabb művei
- Meng-tseu (latin fordítása M. filozófus művének, Párizs, 1824-1826, 2 kötet)
- Tschao-chi-kou-elu (dráma, A kínai árva, ugyanott, 1834)
- Livre de la voie et de la vertu (uo. 1841, kínai filozófiai mű)
- Histoire de la vie d'Hio-uen-Tsang et de ses voyages (uo. 1851)
- Méthode pour déchiffrer et transcrire les noms sanscrits, qui se trouvent dans les livres chinois (uo. 1861)
- Grammaire chinoise (uo. 1873)

## Emlékezete
Emlékét őrzi a Stanislas Julien-díj